# Kaple Nejsvětější Trojice (Děrné)
Kaple Nejsvětější Trojice u Děrného stojí u cesty z Fulneku do Lukavce, na místě zvaném Hájek a  je podle toho někdy nazývaná kaple na Hájku (někdy také kaple lukavecká dle polohy u cesty do oné vsi).

## Historie
Kaple byla dle dostupných údajů i vročení na přední straně fasády vystavěna roku 1705. Lze se dočíst také o jejím názvu Heikenova či Heinekenova kaple (jeden z názvů je pravděpodobně chybný), neboť nedaleko stojící mlýn, na jehož pozemku kaple stojí, patříval rodu Hei(ne)kenů.[zdroj?] Vlastníci mlýna, po rodu Heikenů to byly v posledních pokoleních rodiny Werberova, Tillova a Berggoldova, kapli rovněž vlastnili a starali se o její údržbu.
Kaple Nejsvětější Trojice dříve patřila k takzvaným čtyřem kaplím hraničním, spolu se Švédskou kaplí na Jelením kopci, tzv. kaple Taschenmühl a kaple stojící u jerlochovické pískovny. Stejně jako ke zbývajícím třem, i k této kapli se pojí pověst.
Dle dochovaného vyprávění se na místě dnešní kaple kdysi dávno rozprostírala veliká bažina. Za blíže neupřesněné války v ní nějaký šlechtic z Děrného i s koněm zapadl a bídně zahynul, byv na ono místo zahnán pronásledovateli. Když byla později bažina vysušena, postavili lidé kapli coby památku na nešťastnou šlechticovu smrt. Vždy v neděli na svátek svaté Trojice Fulnečané toto místo, díky Hei(ne)kenovým mlynářům vždy opatřené bohatou květinovou výzdobou, zbožně navštěvovali.
K této kapli se váže také druhá pověst, nesoucí některé podobné motivy, pocházející však z jiných pramenů. Rovněž v ní se vypravuje o šlechtici, který na cestě z Opavy do Fulneku projížděl tehdy mnohými bažinami prostoupeným údolím Lukaveckého potoka. Vtom náhle jeho kůň zapadl do bažiny a žádným způsobem nebylo možno se vyprostit, všechna snaha se zdála marná, neboť jak jezdec i s koněm se bořili hlouběji a hlouběji do zdánlivě bezedného močálu. V nejvyšší beznaději nešťastník vykřikl prosbu o pomoc: „Ó, Nejsvětější Trojice! Zachraň mne, jinak jsem ztracen!“ V tom okamžiku se znenadání kůň obrátil a zničehonic znovu narazil na pevnou půdu pod nohama, bez velké námahy tedy vystoupil z bažiny a ve zdraví i s jezdcem dorazil do cíle cesty. Coby viditelný projev svého díku nechal onen šlechtic později na místě, kde jeho oř znovu narazil na pevnou zem, postavit tuto kapli, původně bíle omítnutou.
V letech 2003–2005 byla kaple rozsáhle rekonstruována, vyměněna byla střecha i dlažba, stavba byla odvodněna a opatřena novou sanační omítkou; náklady celé opravy se díky dobrovolné práci občanů sousedních obcí vešly do padesáti tisíc korun.
Na začátku 21. století se o kapli, která stojí při cestě z Fulneku do Lukavce, starali převážně lidé z Lukavce.